# Robert Ornstein
Robert Evan Ornstein (New York, 21 augustus 1942 - 20 december 2018) was een Amerikaanse psycholoog die verbonden was aan de Stanford-universiteit in Californië.